# 松代焼
松代焼（まつしろやき）は長野県長野市松代地区で焼かれる陶器である。
松代は真田氏の城下町として名を馳せ、藩の御用窯として栄えた。歴史は寛政の初め頃、唐津で修行を積んだ嘉平次という陶工が開窯し、藍甕を焼いたのが始まりである。後の文化13年には松代藩の藩窯として松代焼を奨励した。その時には嘉平次窯を買収し、京都から陶工を招いて焼かせた寺尾焼、信楽から陶工を招いた天王山焼、また常滑から陶工を招いた荒神町焼、代官町焼などが生まれた。主に生活陶器を焼いていたが、安価で大量生産が行われていた伊万里焼や瀬戸焼に圧され、いずれも大正末期～昭和初期までに全てが廃窯となった。もっとも当時は松代焼という呼び名はなく、廃窯の後に京都の陶工である内島北郎が研究の過程で名付けたものである。
現在の松代焼は1972年（昭和47年）に復興されたものであり、当時から残されていた陶器の欠片と資料を参考に再生している。北信地方を代表する窯場となり、21世紀においても製作を続けている。松代焼の特徴は青味を帯びた器肌と豪快に流された青緑色の釉薬にある。青味を帯びるのは、陶土に鉄分を持っているため。緑色の釉薬は松代焼独特のもので、銅を混ぜることによって陶土と反応させ、独特の光沢が生まれるといわれる。